# Kazuo Shii

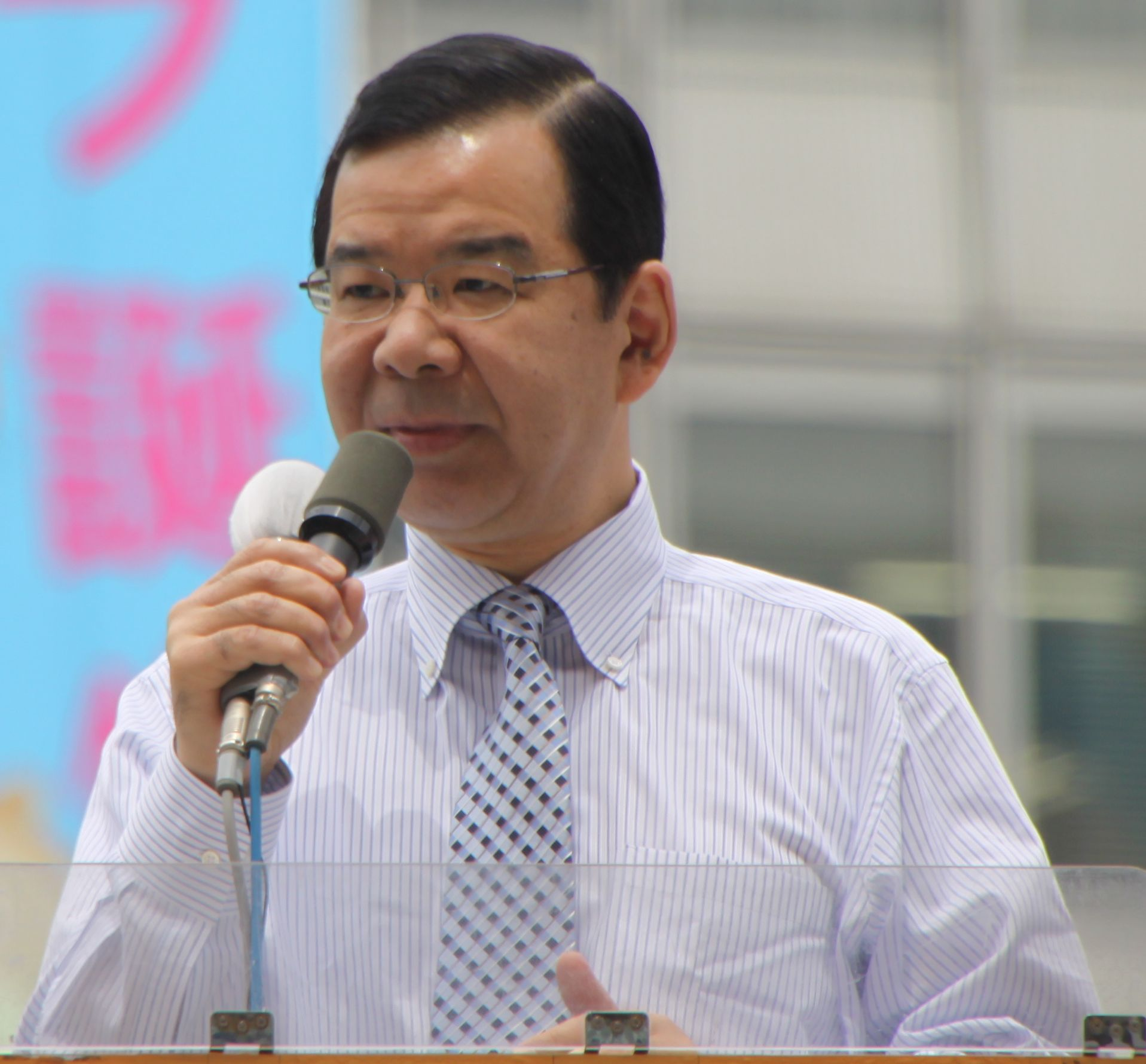
Kazuo Shii (2010)

Kazuo Shii (jap. 志位 和夫 Shii Kazuo; * 29. Juli 1954 in Yotsukaidō, Präfektur Chiba) ist ein japanischer Politiker der Kommunistischen Partei Japans (KPJ) und Abgeordneter im Shūgiin, dem Unterhaus des nationalen Parlaments, für den Verhältniswahlblock Süd-Kantō. Er war von 1990 bis 2000 Generalsekretär der KPJ und von 2000 bis 2024 Parteivorsitzender. Seit Januar 2024 ist er Präsident (gichō) des Zentralkomitees der KPJ, eine Position, die zuvor seit 2006 nicht besetzt war.

## Leben
Kazuo Shii wurde am 29. Juli 1954 als Sohn des Grundschullehrers und regionalen KPJ-Politikers Shii Akiyoshi (志位 明義; 1929–2005) in Yotsukaidō geboren und saß für die KPJ im Stadtrat von Funabashi. Er trat 1973 während seines Studiums der Nanowissenschaften an der ingenieurwissenschaftlichen Fakultät der Universität Tokio als Gegner einer geplanten Wahlrechtsreform des damaligen Premierministers Tanaka Kakuei in die KPJ ein (die Reform konnte sich schließlich erst 1994 durchsetzen) und war u. a. Hauslehrer des ältesten Sohns des damaligen KPJ-Vorsitzenden Miyamoto Kenji (1908–2007). Nach seinem Abschluss 1979 arbeitete Shii ab 1980 für die KPJ in der Präfektur Tokio, ab 1982 für das Zentralkomitee (ZK) und organisierte mehrere Studentenbewegungen der Waseda-Universität. Er fiel besonders aufgrund seiner Bemühungen zur Erneuerung und Modernisierung der KPJ auf und wurde daher 1987 auf dem 18. Parteitag auf einen Vorschlag Miyamoto Kenjis hin, der zu dieser Zeit ZK-Vorsitzender war, selbst als „außerordentliches Mitglied“ (准中央委員 jun-chūō-iin) in das ZK gewählt; 1988 dann zum Leiter des Sekretariats des ZK. 1989 wurde er durch einen Beschluss der Hauptversammlung des ZK zu einem (vollständigen) Mitglied des ZK befördert und 1990 auf dem 19. Parteitag im Alter von 35 Jahren zum Generalsekretär der KPJ (offiziell Generalsekretär des ZK, 中央委員会書記局長 chūō-iinkai shoki-kyokuchō) ernannt; er erlangte dadurch erhebliche mediale Aufmerksamkeit.
Bei der Unterhauswahl 1993 wurde Shii im 1. Wahlkreis Chiba (fünf Mandate) knapp mit dem fünfthöchsten Stimmenanteil erstmals ins Parlament gewählt. Nach der Einführung des Verhältniswahlsegments wurde er seit 1996 bis einschließlich 2024 zehnmal im Verhältniswahlblock Süd-Kantō wiedergewählt.

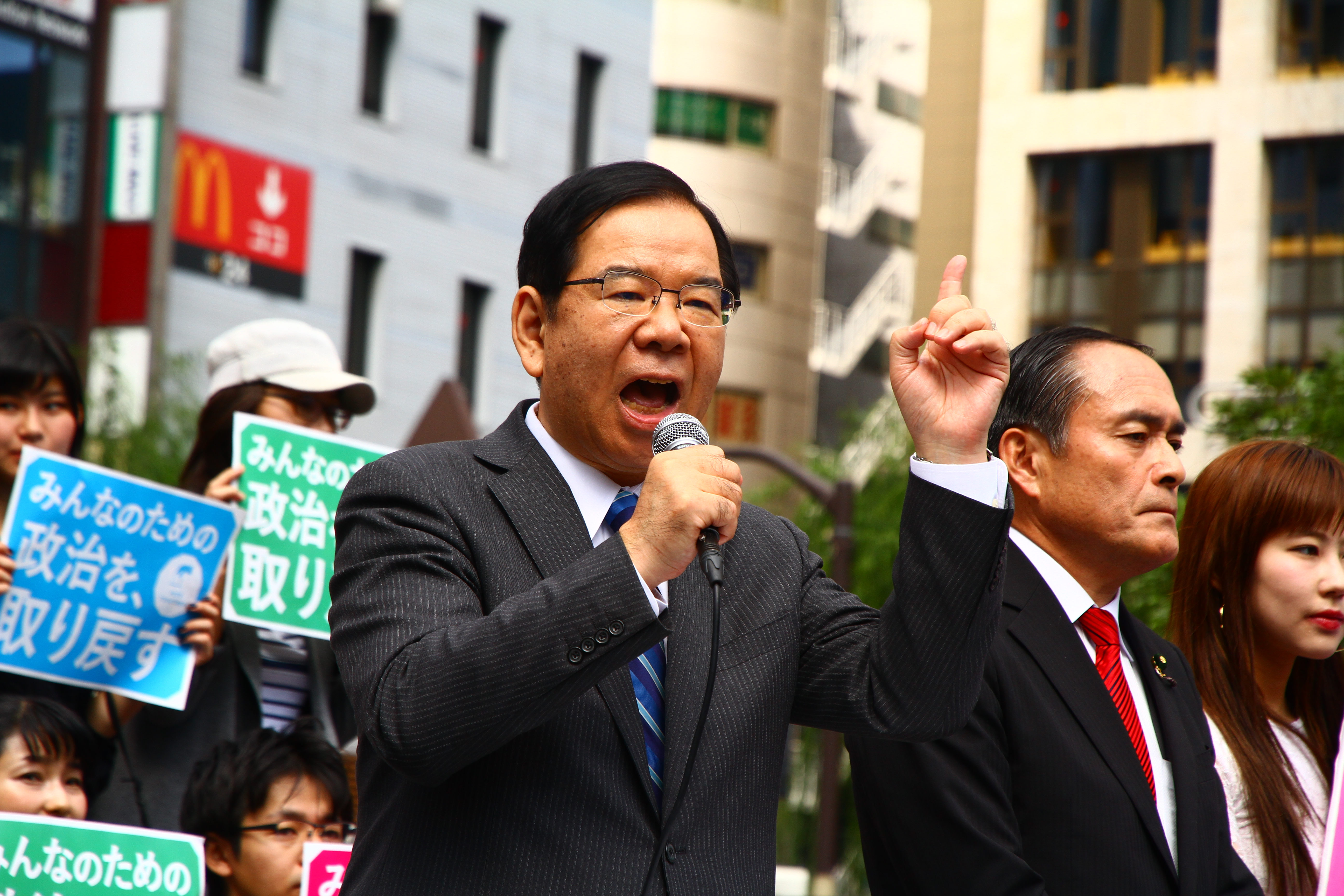
Shii bei einer Wahlkampfrede zur Unterhauswahl 2017 vor dem Bahnhof Shimbashi. Das Wahlergebnis fiel für die KPJ zwar deutlich schlechter aus als bei der vorherigen Wahl, stellte für Shii in seiner Zeit als Parteivorsitzender jedoch sein zweitbestes dar.

Auf dem 22. Parteitag der KPJ im November 2000 löste Shii Tetsuzō Fuwa als Vorsitzender des Exekutivkomitees des ZK (中央委員会幹部会委員長, chūō-iinkai kambukai-iinchō) ab. Unter seiner Führung konnte die KPJ bei Unter- und Oberhauswahlen zunächst nicht an die Wahlerfolge der späten 1990er Jahre anknüpfen, sie hatte von 2007 bis 2013 in beiden Kammern des nationalen Parlaments keine Direktmandate. Seitdem schneidet die Partei bei nationalen Wahlen relativ erfolgreich ab und ist stets mit jeweils über 10 Abgeordneten in beiden Kammern vertreten (siehe auch den Abschnitt „Wahlergebnisse bei nationalen Parlamentswahlen“ im Artikel der KPJ). Seinen größten Wahlerfolg auf nationaler Ebene verzeichnete Shii bei der Unterhauswahl 2014, als die KPJ mit über 13 Millionen Stimmen 21 Sitze gewinnen konnte. Auch das Wahlergebnis der Präfekturparlamentswahl in Tokio 2017, bei der die Liberaldemokratische Partei ihre absolute Mehrheit im Tokioter Präfekturparlament verloren hatte und die KPJ mit einem Stimmenanteil von rund 14 % als viertstärkste Partei hervorgegangen war, bezeichnete er als „äußerst erfreulich“.
Als Reaktion auf das 2015 von Premierminister Shinzō Abe erlassene Gesetz zur „kollektiven Selbstverteidigung“, welches den Zuständigkeitsbereich der Selbstverteidigungsstreitkräfte (JSDF) unter bestimmten Umständen erweitert, ging die KPJ unter Shii mit der Demokratischen Partei (DPJ) eine Wahlkooperation (民共共闘 Min-Kyō-kyōtō, sinngemäß „DPJ-KPJ-Einheitsfront“) für gemeinsame bzw. koordinierte Nominierungen im Mehrheitswahlsegment ein: Bei den Nationalparlamentswahlen 2016, 2017, 2019, 2021 und 2022 arbeitete die KPJ in unterschiedlicher Form und Ausmaß mit der bürgerlichen/Mitte-links-Opposition zusammen. Nach dem Zusammenschluss der DPJ mit der Ishin no Tō zur Demokratischen Fortschrittspartei (DFP) im Frühjahr 2016 und deren anschließenden teilweisen Zerfall im Herbst 2017 arbeitete die KPJ mit die Konstitutionell-Demokratischer Partei, DFP, die Liberaler Partei und Sozialdemokratischer Partei zusammen.
Im Januar 2024 zog sich Shii vom Parteivorsitz zurück, bleibt aber Vorstandsmitglied. Mit Tomoko Tamura übernahm erstmals eine Frau den KPJ-Vorsitz.

## Familie
Kazuo Shii ist verheiratet und Vater einer Tochter. Sein Vater Akiyoshi war von 1948 bis zu seinem Tod 2005 Mitglied der KPJ und saß für diese ab 1975 zwei Amtszeiten lang im Stadtrat von Funabashi. Sein Großvater Masato (志位 正人 Shii Masato; 1889–1945) war Mitglied der Kaiserlich Japanischen Armee und zuletzt Abteilungsleiter für Kriegswaffen bei der Regionalarmee Burma. Er fiel am 6. Mai 1945 und wurde posthum zum Generalleutnanten ernannt. Sein Onkel Masatsugu (志位 正二 Shii Masatsugu; 1920–1973) war ebenfalls bei der Armee und dort Major in der 3. Regionalarmee. Nach dem Krieg war er zunächst Kriegsgefangener in der Sowjetunion und später Beamter im japanischen Außenministerium, aber zugleich ein Spion des sowjetischen KGB.